# Damien de Martel (officier de marine)
Pour les articles homonymes, voir Damien de Martel.
Damien de Martel, baron de Rénac, seigneur puis marquis de la Porte et de la Chesnardière, né vers 1607 au Bec-Hellouin, dans le diocèse d'Évreux, et mort le 30 avril 1681 est un aristocrate et officier de marine français du XVIIe siècle. Descendant d'une famille de la noblesse normande, il fera carrière dans la Marine royale. Capitaine de vaisseau à 30 ans, il gravit tous les échelons dans la Royale et parvient à celui de lieutenant général des armées navales du Ponant en 1656. Après plusieurs missions en mer Méditerranée contre les barbaresques, il prend part à la Guerre de Hollande. « Brave soldat et mauvais matelot », selon le marquis de Villette-Mursay, il accepte mal l'autorité du comte d'Estrées, et l'accuse publiquement des défaites subies par la flotte alliée. Ces accusations lui valent d'être embastillé. Libéré, il ne recevra plus aucun commandement.

## Biographie

### Origines et famille
Originaire d'une famille de la noblesse normande. Damien de Martel est le troisième fils de Jacques de Martel, seigneur de Tenuel, et de  Marguerite de Tenel. Le couple se marie le 5 janvier 1596. De cette union naissent trois fils :
- René de Martel, seigneur du Parc
- Jean de Martel, seigneur de la Clairaye
- Damien de Martel, baron de Rénac

Damien est reçu de minorité au sein de l'ordre de Saint-Jean de Jérusalem le 4 juin 1625  mais ne fera jamais ses caravanes et ne prononcera jamais ses vœux de frère-chevalier de l'Ordre.

### Armoiries
Selon Vertot : d'or à trois marteau de sable

### Carrière dans la Marine royale
Le chevalier Damien de Martel avait reçu le brevet de capitaine de vaisseau en 1637. Il devint chef d'escadre en 1642, puis lieutenant général des armées navales du Ponant en 1656, le plus haut grade de la Marine royale, qui ne compte à l'époque que deux lieutenant généraux. 
Damien de Martel épouse, le 2 juillet 1652, à Rennes, avec Judith Champion (1629–?), fille aînée de Charles Champion seigneur et baron de Cicé (1598–1670), conseiller du Roi au Parlement de Bretagne et de Judith Thevin (1610–1679). Cette union reste sans postérité <à confirmer, car deux fils son présents à l'inhumation en 1681>. En 1658, Damien de Martel se rend acquéreur de la « terre de la Porte et des dépendances du dit lieu », dont le grand hôtel de Léouville. En 1660, la seigneurie de La Porte est érigée en marquisat, en sa faveur.

#### Missions en Méditerranée et expédition de Candie (juin-juillet 1669)
En 1664, le marquis de Martel se signale dans l'expédition du duc de Beaufort contre les Algériens. Le 24 août 1665, il participe - au commandement de La Princesse, 66 canons et 500 hommes d'équipage - à la prise d'une escadre algéroise par Beaufort à Cherchell. Engagé en 1666 dans la campagne du Ponant, il commande le vaisseau Le Dauphin, 54 canons. Le marquis de Martel commande Le Courtisan, 72 canons, dans l'expédition de secours envoyée à la ville de Candie, assiégée par les Turcs depuis 1648. Cette expédition commandée par le duc de Beaufort, part de France le 5 juin 1669. La flotte devait rallier en route la petite flotte de Rome et de Naples, placée sous les ordres du bailli de Rospigliosi, cardinal-neveu du pape Clément IX. 

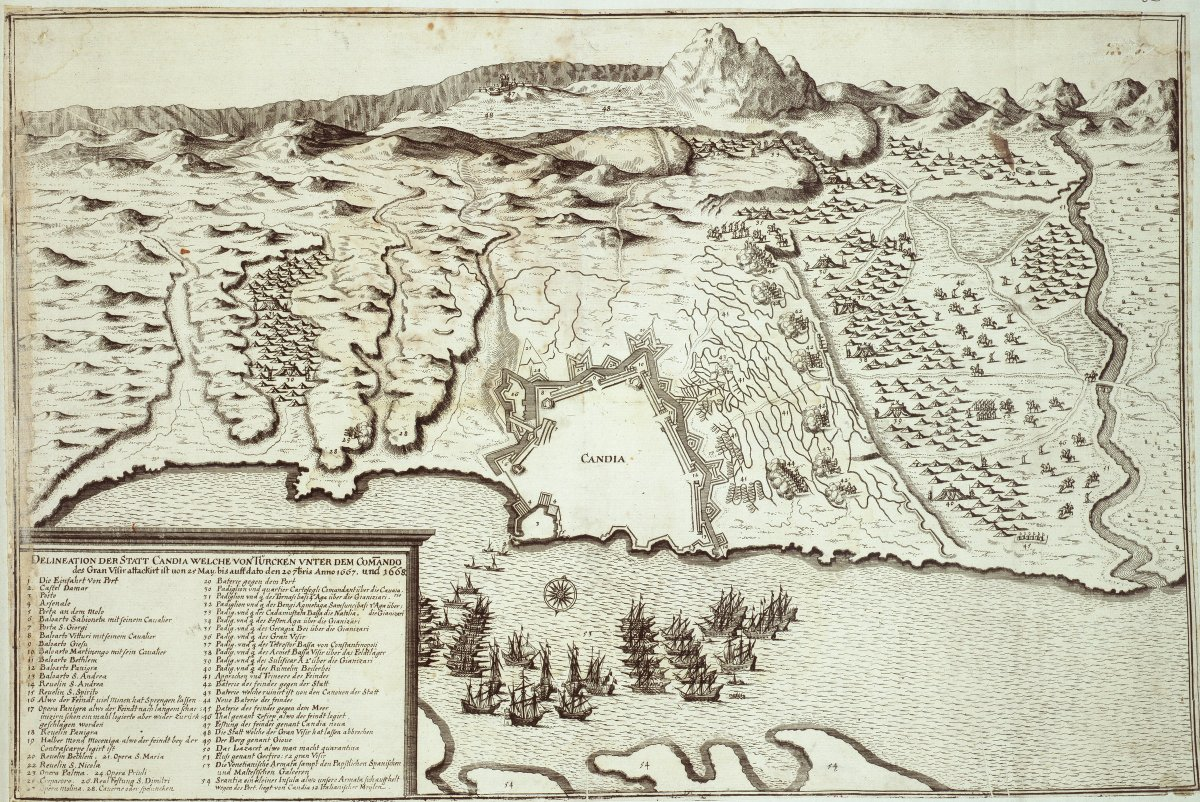
Représentation de Candie assiégée vers 1667

Après la jonction des flottes combinées, le bailli se fait présenter les officiers français par le général des galères. Lorsque arrive le tour du marquis de Martel:
« Mon aile droite, dit Vivonne, se compose du Courtisan, de soixante-douze, vice-amiral, commandé par M. le marquis de Martel, et remorqué par la Force, capitaine M. le chevalier de Breteuil.  
— Est-ce donc M. le marquis de Martel qui a fait la campagne de Gigery, avec M. le duc de Beaufort, monsieur le comte ? 
— Oui, monsieur le bailli. 
— C'est lui-même, monsieur le bailli, et heureusement que ses canons s'expliquent un peu plus clairement que lui ; car le pauvre marquis est terriblement distrait et embarrassé dans ses paroles, aussi je me tiens a admirer seulement le langage de son artillerie., »
La flotte franco-napolitaine, forte de 31 navires et 6 000 hommes de troupe, arrive devant Candie le 16 juin. Au mois de juillet, plusieurs assauts sont lancés contre la ville assiégée, au cours desquels le marquis de Martel se distingue par son courage devant l'ennemi. Dans le récit qu'il envoie au Roi, le duc de Vivonne écrit :

« Il serait difficile […] de dire à Votre Majesté lequel fit le mieux en ce rencontre, parce que tous les capitaines des vaisseaux et des galères ont également bien fait leur devoir; et tout ce que je puis assurer à Votre Majesté, est qu'on peut dire que rien ne fut plus beau que le début de M. de Martel. »

En 1670, Louis XIV confie au marquis de Martel le commandement d'une escadre composée de dix bâtiments, pour aller punir les Algériens en Méditerranée. Commandant La Thérèse, le marquis de Martel quitte Toulon au début janvier. La chasse aux corsaires dure pendant un mois, et l'escadre se présente devant le fort de La Goulette pour l'attaquer. Le siège n'eut pas lieu.
Les « infidèles » se soumettent et demandent la paix. On la leur accorde, mais à des conditions très dures qu'ils sont obligés d’accepter. On exige qu'ils rendent tous les vaisseaux pris aux Français, ainsi que les trois cents esclaves qu'ils avaient faits, dont cinquante-trois chevaliers de Malte. Martel conclut un nouveau traité de paix avec les Algériens, à la satisfaction de Louis XIV, qui apprend la nouvelle le 2 mars, de la bouche du vicomte de Cicé, beau-frère du marquis de Martel.
Le marquis de Martel, en 1672, commandait la marine à Toulon. Madame de Sévigné envoie à sa fille, Madame de Grignan une lettre, le 13 mai 1672 : « M. de Martel a écrit ici qu'il vous recevroit comme la reine de France. » La fête a lieu à la mi-mai 1672, à bord du Royal Louis.

#### Guerre de Hollande (1672-1678)

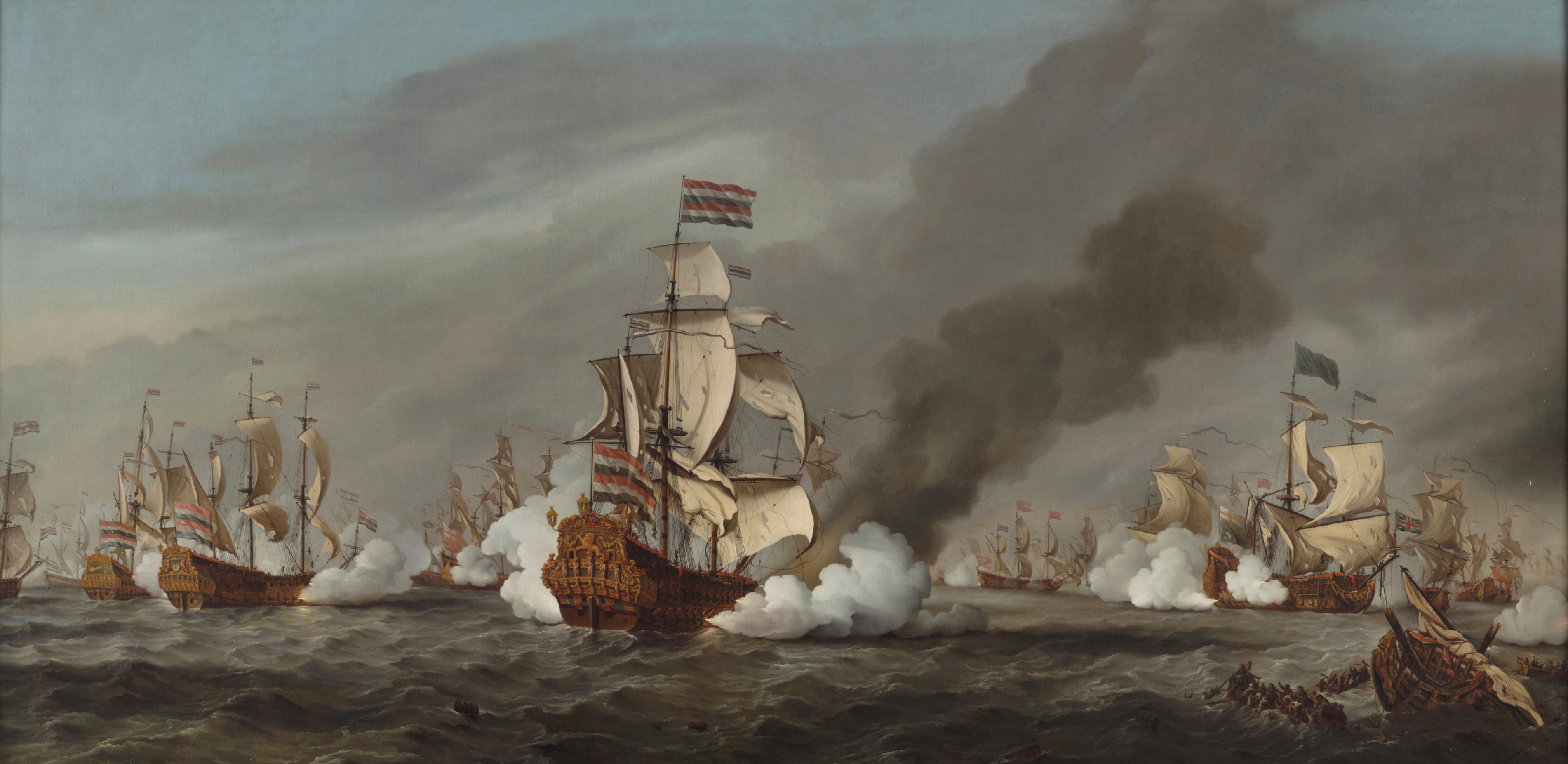
La bataille du Texel par Willem van de Velde le Jeune.

Pendant la Guerre de Hollande, il commande une division dans la flotte franco-anglaise dirigée par le prince Rupert et le comte d'Estrées. Il est à la bataille de Schooneveld le 17 juin 1673 et au combat du Texel, le 21 août 1673 à bord du Royal Thérèse, de 80 canons, au cours duquel il se distingue. Son sens de la discipline laissait, paraît-il, à désirer ; durant la campagne de 1672-1673, il entre dans un violent conflit avec l’amiral d’Estrées, son supérieur, qu’il accuse dans une lettre à Colbert envoyée d'Angleterre, d’avoir « déshonoré la nation ». Ce qui était probablement vrai et ne devait pas se dire. 
L'auteur du XVIIe siècle, Gatien de Courtilz de Sandras dit à son propos :

« […] personne ne se distingua plus glorieusement que le Marquis de Martel, contr'Amiral de France, à qui les Anglois & les Hollandois ne purent refuser des louanges pour s'être démêlé avec quatre vaisseaux, d'une grande partie de la flotte ennemie qui avoit entrepris de le faire périr. Cependant quelque sujet que le Roi eût d'en être content, il ne laissa pas de le faire arrêter à son retour, pour avoir désobéi au Comte d'Estrées. Car ce Prince qui avoit rétabli la discipline dans ses armées punissoit sévèrement ceux qui s'écartoient de leur devoir, fans que leurs services ni toute autre considérations les puisent mettre à couvert de la rigueur de ses ordonnances. »

Seignelay, le fils du « Grand Colbert » lit cette lettre à Louis XIV, qui demande à son principal ministre de punir l'officier :

« Vostre fils m'a lu les lettres qu'il a reçues d'Angleterre. Martel mérite un grand chastiment s'il a fait ce que l'on mande. Il le faut bien savoir afin de faire une justice qui apprenne aux officiers de marine qu'il n'y a point de party que d'obéir sans aucun détour à celuy que je choisis pour les commander. »

Il est envoyé à la Bastille le 31 octobre 1673. Le comte de Bussy-Rabutin a conservé le souvenir de cet épisode dans ses Mémoires :

« Le dernier d'octobre 1673, on mit dans la Bastille Martel, lieutenant-général à la mer, pour s'être brouillé avec le comte d'Estrées, vice-amiral, et pour avoir été cause qu'on n'avoit pas absolument battu les Hollandois dans les combats de cette campagne ; et je serai bien aise, en disant le sujet de leur brouillerie, d'apprendre les ordres de la guerre à ceux qui ne les sçauront pas. Martel étoit un vieil officier de mer, qui, pour devenir lieutenant-général, avoit passé par tous les degrés : il étoit brave et il savoit la marine, de sorte qu'il lui fut fort fâcheux d'être obligé d'obéir au comte d'Estrées, quand le Roi le fit vice-amiral ; car bien que celui-ci fût un homme de grande qualité, très brave, et qu'il eût servi longtemps de lieutenant-général dans les armées de terre, Martel ne croyant pas qu'il en sut autant que lui à la mer, avoit eu peine à s'y soumettre. La première chose qui l'obligea de s'en plaindre, fut que le comte d'Estrées, lui ayant envoyé un ordre, lui avoit mis : Il est ordonné au sieur marquis de Martel de faire, etc. Il vouloit qu'il lui mît : M. le marquis de Martel fera s'il lui plaist, etc. Cependant Martel avoit tort, car non-seulement le vice-amiral, qui a une charge, peut mettre : Il est ordonné, à un lieutenant-général, qui n'a qu'une commission; mais même un capitaine de vaisseau, quand il commande comme plus ancien, le peut mettre à son camarade qui le suit. C'est l'ordre de la guerre, qui donne toute l'autorité au commandant, sans lequel il arriveroit tous les jours mille inconvéniens. »

Le biographe et historien de la Marine du XIXe siècle, Léon Guérin :

« Ignorant que l'emprisonnement du marquis de Martel à la Bastille, emprisonnement qui dura près de deux ans, avait pour cause une lettre plus qu'insolente écrite le lendemain de la bataille (22 août), à Colbert, sur le compte du vice-amiral d'Estrées, les Anglais prétendaient qu'on avait seulement voulu punir ce lieutenant général de la valeur avec laquelle il s'était comporté, sans se préoccuper des instructions secrètes que pouvait avoir son chef immédiat. »

### Emprisonnement et mort
Libéré par ordre du Roi ne reçoit ensuite plus aucune affectation. Il meurt le 30 avril 1681 à Châtres (Arpajon) et fut inhumé le 3 mai suivant dans l'église d'Autruy en présence de Louis Charles Henri de Martel de Rénac et Jean Damien de Martel, ses fils, et Louis Champion, abbé de Cicé, son beau-frère .

### Sources et bibliographie
- Michel Vergé-Franceschi (dir.), Dictionnaire d'Histoire maritime, Paris, éditions Robert Laffont, coll. « Bouquins », 2002, 1508 p. (ISBN 2-221-08751-8 et 2-221-09744-0)
- Jean Meyer et Martine Acerra, Histoire de la marine française : des origines à nos jours, Rennes, Ouest-France, 1994, 427 p. [détail de l’édition] (ISBN 2-7373-1129-2, BNF 35734655)
- Rémi Monaque, Une histoire de la marine de guerre française, Paris, éditions Perrin, 2016, 526 p. (ISBN 978-2-262-03715-4)
- Étienne Taillemite (nouvelle édition revue et augmentée), Dictionnaire des marins français, Paris, éditions Tallandier, 2002, 573 p. (ISBN 2-84734-008-4)
- Lucien Bély (dir.), Dictionnaire Louis XIV, Paris, éditions Robert Laffont, coll. « Bouquins », 2015, 1405 p. (ISBN 978-2-221-12482-6)
- Guy Le Moing, Les 600 plus grandes batailles navales de l'Histoire, Rennes, Marines Éditions, 2011, 619 p. (ISBN 978-2-35743-077-8)
- Baptiste Levoir, M. A. Pirez et Isabelle Roy, Les Martel, Archives & culture, 1993
- Gatien de Courtilz de Sandras, Histoire de la Guerre de Hollande, La Haye, chez Henri van Bulderen, marchand libr., 1689 (lire en ligne)
- Eugène Sue, Histoire de la marine française, vol. 2, F. Bonnaire, 1835 (lire en ligne)
- Marquis de Villette-Mursay, Mémoires du marquis de Villette, Renouard, 1844 (lire en ligne), p. 14
- Léon Guérin, Histoire maritime de France, vol. 1, Morizot, 1861 (lire en ligne)
- Jean-Baptiste Colbert, Lettres, instructions et mémoires de Colbert, Imprimerie impériale, 1863 (lire en ligne)
- Charles A. Walckenaer, Mémoires touchant la vie et les écrits de Marie de Rabutin-Chantal Dame Bourbilly Marquise de Sévigné durant la Régence et la Fronde, vol. 5, Paris, Firmin Didot Frères, 1852 (lire en ligne), p. 65-66
- Onésime Troude, Batailles navales de la France, t. 1, Paris, Challamel aîné, 1867-1868, 453 p. (lire en ligne)
- Charles La Roncière, Histoire de la Marine française : La Guerre de Trente Ans, Colbert, t. 5, Paris, Plon, 1920, 822 p. (lire en ligne)